# Уарба
Уарба (англ. Warba) — город в округе Айтаска, штат Миннесота, США. По данным переписи за 2010 год число жителей города составлял 181 человек.

## Географическое положение

Уарба на карте округа Айтаска

По данным Бюро переписи населения США город имеет общую площадь в 8,47 км² (8,31 км² — суша, 0,16 км² — вода). Окружён тауншипом Фили.
Через город проходит  US 2.

## История
Почтовый офис города открылся в 1910 году. Уарба была основана как деревня на территории тауншипа Фили и первоначально называлась Верна. Однако вскоре название поменяли на Уарба, от слова на оджибве warbasibi (означает либо "спокойное место", либо "белый лебедь"). 

## Население
В 2010 году на территории города проживал 181 человек (из них 49,2 % мужчин и 50,8 % женщин), насчитывалось 77 домашних хозяйств и 47 семей. На территории города было расположено 90 построек со средней плотностью 10,6 построек на один квадратный километр суши. Расовый состав: белые — 97,2 %, коренные американцы — 2,8 %.
Население города по возрастному диапазону по данным переписи 2010 года распределилось следующим образом: 24,9 % — жители младше 21 года, 64,1 % — от 21 до 65 лет и 11,0 % — в возрасте 65 лет и старше. Средний возраст населения — 37,8 лет. На каждые 100 женщин в Уарбе приходилось 96,7 мужчин, при этом на 100 совершеннолетних женщин приходилось уже 97,1 мужчин сопоставимого возраста.
Из 77 домашних хозяйств 61,0 % представляли собой семьи: 44,2 % совместно проживающих супружеских пар (14,3 % с детьми младше 18 лет); 10,4 % — женщины, проживающие без мужей, 6,5 % — мужчины, проживающие без жён. 39,0 % не имели семьи. В среднем домашнее хозяйство ведут 2,35 человека, а средний размер семьи — 2,83 человека. В одиночестве проживали 31,2 % населения, 9,1 % составляли одинокие пожилые люди (старше 65 лет).
В 2015 году из 91 человека старше 16 лет имели работу 50. В 2014 году средний доход на семью оценивался в 57 500 $, на домашнее хозяйство — в 49 583 $. Доход на душу населения — 30 220 $ в год.